# Округ Линколн (Вашингтон)
Округ Линколн (енгл. Lincoln County) је округ у америчкој савезној држави Вашингтон.

## Демографија
По попису из 2010. године број становника је 10.570, што је 386 (3,8%) становника више него 2000. године.
| Група             | 2000.         | 2010.         |
| Белци             | 9.632 (94,6%) | 9.891 (93,6%) |
| Афроамериканци    | 23 (0,2%)     | 28 (0,3%)     |
| Азијати           | 25 (0,2%)     | 41 (0,4%)     |
| Хиспаноамериканци | 191 (1,9%)    | 239 (2,3%)    |
| Укупно            | 10.184        | 10.570        |